# Henrique Aragão
Henrique de Beaurepaire Rohan Aragão (Niterói, 21 de dezembro de 1879 – Rio de Janeiro, 25 de fevereiro de 1956) foi um médico e pesquisador brasileiro, um dos pioneiros na medicina tropical no país.
Considerado um dos grandes cientistas brasileiros, membro da Academia Brasileira de Ciências, Henrique se formou pela Faculdade Nacional de Medicina, na cidade do Rio de Janeiro (1904). Foi professor e chefe de serviço do Instituto Oswaldo Cruz, tendo publicado trabalhos sobre protozoários, vírus, bactérias e ixodidas. Foi diretor da Fundação Oswaldo Cruz entre os anos 1942 e 1949 e nomeado Diretor Emérito do Instituto em 1954.

## Biografia
Henrique nasceu em 1879, na Rua da Praia, em uma residência posteriormente derrubada para a construção de uma avenida em Niterói, na época a capital do estado do Rio de Janeiro. Era filho de Francisco Pires de Carvalho Aragão, médico, e dona Elisa de Beaurepaire Rohan Aragão, vinda de uma das mais antigas famílias a cultivar cana de açúcar no Brasil.
Seu bisavô por parte de mãe foi o Marechal Henrique Beaurepaire Rohan, considerado um dos pais da cartografia nacional, governador de província, construtor de esradas e o criador do Dicionário de Vocábulos Brasileiros, trabalho de referência para filólogos.
Henrique estudou no Instituto Dr. João Kopke e no Colégio Pedro II, onde completou os estudos pré-universitários em 1898. Aos 19 anos, ingressou na Faculdade Nacional de Medicina, graduando-se em 1904. Um ano antes, ainda estudante, foi aceito como estagiário no Instituto Soroterápico de Manguinhos, depois de ser apresentado a Oswaldo Cruz por seu colega e amigo, Waldemar Schiller. Foi no instituto de Manguinhos que Henrique escreveu sua tese, Ensaio soroterápido para doenças produzidas por germes não cultivados. A tese foi aprovada com distinção pela faculdade de medicina, em 1905.
Logo depois de sua graduação, Henrique se casou com Maria Amelia Dóris de Aragão, com quem teve seus filhos: Luiza, Vera, Henrique, Mário (que viria a ser pesquisador em Manguinhos), Luiz e Maria.

## Carreira
Bastante reservado, Henrique era um pesquisador dedicado e um dos mais produtivos em Manguinhos. Logo após defender seu doutorado, ele foi indicado como pesquisador assistente do instituto pelo próprio Oswaldo Cruz e em 1906 publicou seu primeiro trabalho em colaboração com Henrique da Rocha Lima, chamado Nova técnica para diagnóstico da peste, doença que ele pegou em um acidente de laboratório que lhe rendeu sequelas para o resto da vida.
Henrique produziu 176 trabalhos científicos em 50 anos de carreira. Em 1929, quando a febre amarela assolou a cidade do Rio de Janeiro, Henrique publicou 20 trabalhos sobre o vírus, sua manutenção na natureza, os reservatórios, a possibilidade de controle e a possíve produção de uma vacina utilizando-se de macacos Rhesus e outras espécies como modelos experimentais.
Conduziu estudos em mais de 25 áreas diferentes como bacteriologia, protozoologia, acaralogia e virologia. É considerado o fundador da pesquisa virológica e protozoológica no Instituto Oswaldo Cruz.
Em 1907, aos 28 anos, apenas dois anos depois de ser indicado como pesquisador assistente, Henrique publicou seu primeiro estudo sobre o ciclo assexual do Haemoproteus columbae no endotélio pulmonar de pombos. A descoberta deste ciclo foi a precursora da identificação do ciclo exoeritrocítico do plasmódio da malária, descrito 27 anos depois na malária aviária e 41 anos depois na malária humana por Cyril Garnham.
Henrique se tornou famoso pelas descrições dos vírus da varíola, da catapora e da varíola bovina. Seu trabalho sobre o vírus da varíola foi feito em colaboração com Stanislaus von Prowazek, cientista que Henrique admirava bastante.
Stanislaus veio ao Brasil a convite de Oswaldo Cruz para passar seis meses em Manguinhos, onde trabalhou com Henrique. Quando o alemão retornou para a Europa, em fevereiro de 1909, ele convidou Henrique para passar uma temporada na Alemanha. Henrique trabalhou no Instituto Zoológico de Munique e na Estação de Hidrobiologia Marinha do Instituto Oceanográfico de Villefranche, antes de retornar ao Brasil, em 1910.
Henrique também conduziu pesquisas de importância econômica sobre haemogregarina e a espiroquetose em aves, que levou à produção de uma vacina contra a espiroquetose na qual ele utilizou formaldeído como esterilizante pela primeira vez. Este modelo depois seria utilizado para uma grande variedade de vacinas, como a da pólio e de tifo.
Estudando carrapatos, Henrique produziu mais de 20 artigos científicos, onde descreveu novas espécies e sistematizou sua classificação. Nove desses estudos foram feitos em colaboração com Flávio da Fonseca. Seu primeiro estudo sobre carrapatos foi publicado em 1908 e, desde então, ele ficou fascinado pelo assunto, estudando-o com frequência até sua aposentadoria, em 1950.
Henrique se dedicou a estudar a mixomatose em coelhos, doença descoberta no Uruguai, em 1909 e descoberta no Brasil, por Henrique Aragão, em 1911. O vírus tem alta letalidade e rápida transmissão através de pulgas. Ele então sugeriu ao governo da Austrália que utilizasse o vírus como arma biológica para conter a praga de coelhos que se reproduziam sem controle na ilha e destruía a agricultura. O governo australiano concordou e Henrique enviou algumas amostras do vírus para as autoridades de saúde. Inicialmente, o governo não estava confiante de que funcionaria, mas na grande praga de 1950, o vírus conseguiu controlar a população de coelhos, ainda que tenha tido letalidade reduzida com o passar do tempo.
Em 1922, Henrique fez uma grande descoberta, confirmada posteriormente na epidemia de leishmaniose em Santa Tereza, nas Laranjeiras, em 1927. Ele descreveu a transmissão da doença pelo mosquito Phlebotomus (Lutzomyia) intermedius, bem como uma descrição bastante precisa de certos aspectos da doença e sua epidemiologia. Demonstrou experimentalmente que a transmissão ocorria via mosquito, uma descoberta que foi confirmada em campo por outro pesquisador.
Henrique se preocupava com doenças endêmicas e a necessidade de prevenção em áreas rurais, tendo sido responsável por criar serviços preventivos como contra a esquistossomose em Pernambuco, doença de Chagas em Bambuí, e malária, na Baixada Fluminense. Este último posteriormente se chamaria Instituto Profilático da Malária e seria transferido para Belo Horizonte, onde hoje se chama Instituto René Rachou ou Fiocruz Minas.
Henrique foi diretor da Fiocruz de 1942 a 1949, onde foi responsável por várias mudanças importantes que trouxeram novos tempos para o instituto. Ele conseguiu quintuplicar seu orçamento e construiu vários departamentos como um novo pavilhão para o Hospital Evandro Chagas; o Pavilhão Carlos Chagas para as divisões de patologia e higiene e para as secões de endocrinologia e hematologia. Um pavilhão para novos cursos, além de abrigar o departamento de medicina tropical. Criou também o pavilhão de pesquisa biológica, o refeitório, o pavilhão da química, um novo biotério e um pavilhão para a produção de uma vacina para a febre amarela nomeado em homenagem ao ministro da saúde da época, Mario Pinotti.
Além dos programas profiláticos, Henrique também criou uma seção de protozoologia e um jardim de plantas medicinais, além de uma estação hidrobiológica marinha na Ilha de Pinheiro. Foi pioneiro na instalação da primeira fábrica de penicilina do Brasil, instalada na Fiocruz em março de 1943 e foi o primeiro a conduzir estudos em ecologia no Pantanal e em Ilhéus, além de estudar a febre amarela silvestre, em Passos, Minas Gerais e a malária em bromélias em Brusque, em Santa Catarina.
Foi membro de ao menos 15 sociedades científicas, nove delas no Brasil e seis fora. Foi membro do Conselho de Economia do Estado do Rio de Janeiro, do Conselho Técnico da Capital Federal, representante brasileiro na UNESCO, além de presidente do Conselho Nacional de Saúde e do Centro Internacional de Leprologia.

## Morte
Mesmo depois de sua aposentadoria, Henrique continuava conduzindo pesquisas em Manguinhos. Ele faleceu em 25 de fevereiro de 1956, na cidade do Rio de Janeiro, aos 76 anos.

## Prêmios
Recebeu a Medalha Nocht do Instituto de Medicina Tropical de Hamburgo por seu trabalho nesta área e a Medalha da Cruz Vermelha Alemã por suas contribuições à ciência.